# Jean (ur. 1986)
Jean, właśc. Jean Raphael Vanderlei Moreira (ur. 24 czerwca 1986 w Campo Grande) – brazylijski piłkarz, występujący na pozycji defensywnego pomocnika.

## Kariera klubowa
Moreira piłkarską karierę rozpoczął w São Paulo, którego przybył jako junior z macierzystego Operário Campo Grande w 2002. W barwach São Paulo zadebiutował 17 lipca 2005 w przegranym 1-2 meczu w lidze brazylijskiej z Santosem FC. Był to jego jedyny występ w tym sezonie w barwach Sampy. Lata 2006–2008 Jean spędził na wypożyczeniach. W 2006 i 2007 w występował w klubach z ligi stanowej São Paulo – Américe São José do Rio Preto i Marílii.
W sezonie 2007/08 został wypożyczony do portugalskiego FC Penafiel. W drugiej lidze portugalskiej zadebiutował 24 lutego 2008 w zremisowanym 2-2 wyjazdowym meczu z GD Estoril-Praia. Ostatni raz w Penafiel wystąpił 11 maja 2008 w wygranym 2-1 wyjazdowym meczu z CD Aves. W 31 min. meczu ustalił wynik meczu. Była to jedyna bramka jaką strzelił w 9 meczach jakie rozegrał w Penafiel. Latem powrócił do São Paulo. Jean wywalczył miejsce w składzie Sampy i rozegrał 27 meczów, w których zdobył 2 bramki w sezonie 2008, w którym to São Paulo po raz trzeci z rzędu zdobyło mistrzostwo Brazylii. W kolejnych 3 sezonach Jean był podstawowym zawodnikiem Sampy. Ogółem w latach 2005-2011 rozegrał w barwach Tricolor 201 spotkań, w których zdobył 11 bramek. 6 stycznia 2012 po dziesięciu latach pobytu w São Paulo zdecydował się odejść do Fluminense FC.
W barwach Flu zadebiutował 21 stycznia 2012 w wygranym 3-0 meczu z Friburguense. Swój pobyt we Fluminense rozpoczął zdobyciem mistrzostwa stanu Rio de Janeiro – Campeonato Carioca (Jean wystąpił w obu meczach finałowych z Botafogo). Rok 2012 zakończył drugim w swojej karierze mistrzostwem Brazylii. Jean był podstawowym zawodnikiem klubu z Rio, występując w 35 spotkaniach, w których zdobył 2 bramki.
| Sezon   | Klub          | Kraj       | Rozgrywki                     | Mecze | Bramki |
| ------- | ------------- | ---------- | ----------------------------- | ----- | ------ |
| 2005    | São Paulo     | Brazylia   | Campeonato Brasileiro Série A | 1     | 0      |
| 2006    | América-SP    | Brazylia   | Campeonato Paulista Série A1  | 19    | 3      |
| 2007    | Marília       | Brazylia   | Campeonato Paulista Série A1  | 22    | 2      |
| 2007/08 | FC Penafiel   | Portugalia | Liga de Honra                 | 9     | 1      |
| 2008    | São Paulo     | Brazylia   | Campeonato Brasileiro Série A | 23    | 2      |
| 2009    | São Paulo     | Brazylia   | Campeonato Brasileiro Série A | 30    | 2      |
| 2010    | São Paulo     | Brazylia   | Campeonato Brasileiro Série A | 34    | 2      |
| 2011    | São Paulo     | Brazylia   | Campeonato Brasileiro Série A | 28    | 1      |
| 2012    | Fluminense FC | Brazylia   | Campeonato Brasileiro Série A | 35    | 2      |

## Kariera reprezentacyjna
W reprezentacji Brazylii Jean zadebiutował 21 listopada 2012 w przegranym 1-2 meczu Superclásico de las Américas z reprezentacją Argentyną zastępując w 69 min. Aroukę.